# Karol Nitsch
Karol Nitsch (ur. 1944 w Rudniku) – polski inżynier elektronik. 
Maturę uzyskał w 1962  w II Liceum Ogólnokształcącym im. A. Mickiewicza w Raciborzu. Absolwent Politechniki Wrocławskiej. Od 2009 profesor na Wydziale Elektroniki Mikrosystemów i Fotoniki Politechniki Wrocławskiej. W grudniu 2011 uzyskał tytuł profesora zwyczajnego. Odznaczony Złotym Krzyżem Zasługi oraz Medalem Komisji Edukacji Narodowej